# Ekallate

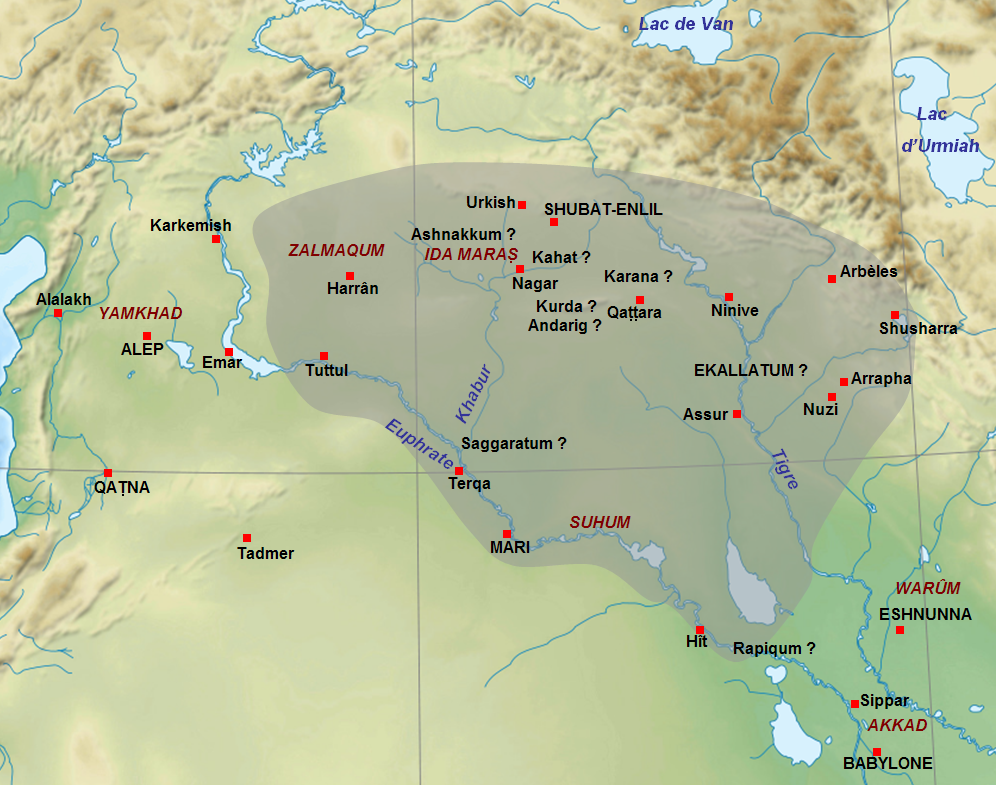
Mapa de la extensión aproximada del reino de Samsi-Addu/Shamshi-Adad (1815-1775 a. C.) justo antes de su muerte, con los territorios entregados a sus hijos Ishme-Dagan (alrededor de Ekallatum) y Yasmakh-Addu (alrededor de Mari).

Ekallate o Ekallatum fue una ciudad-Estado de Mesopotamia que existió hacia el 1850 a. C. al noroeste del reino de Warum (Eshnunna). Las tablillas de Mari denominan a sus habitantes «ekallateus». La situación exacta de la ciudad se desconoce, pero debió situarse en la orilla izquierda del Tigris. Su nombre quiere decir «el palacio».
El primer rey conocido es el amorita Ila-Kabkabu que se supone que se enfrentó a Mari. Esta, que era un protectorado de Eshnunna, fue conquistada en tiempos de su hijo Samsiaddu (Shamsi-Adad), hacia el 1796 a. C. Samsiaddu era, desde el 1813, rey de Asiria y principal soberano de la Alta Mesopotamia. La conquista de la ciudad completó la unificación de la región, ansiada desde tiempos de Ila-Kabkabu. Tras apoderarse de Ekallatum a su vuelta de Babilonia, pasó tres años en ella antes de arrebatar el trono a Erishum II. Entregó la ciudad a su hijo Yashmajadad (Yasmah-Addu), que la administró en su nombre. Dadusha de Eshnunna reconquistó la región al sur de Mari; hacia el 1783 a. C. firmó la paz con Ekallate y Mari. Ekallate recibió incluso el apoyo de Eshnunna contra el reino de Qatna. El hijo de Dadusha, Ibalpiel II, no tardó en denunciar el tratado hacia el 1775 a. C. y retomar las hostilidades contra la dinastía de Ekallate al morir Samsiaddu. Yashmajadad, hijo de Samsiaddu, no pudo sostenerse sin su padre, y fue derrocado por Zimrilim, miembro de la antigua dinastía, que gozaba del apoyo de Yamhad. En Ekallate sí logró resistir Ishme-Dagan I, el hijo primogénito de Shamsi-Adad I. El reinado de este fue caótico, y varios señores desafiaron la autoridad real, especialmente Zirimlin de Mari. En el 1765 los elamitas ocuparon Ekallate y el rey se refugió con Hammurabi de Babilonia, que lo ayudó a recuperar el trono, si bien la ciudad devino por ello vasalla de Babilonia. A la muerte de Ishme-Dagan I, le sucedió su hijo Mut-Ashkur, último soberano conocido. Después deja de ser mencionada; como Mut-Ashkur aparece en las listas de reyes de Asiria, parece que Ekallate fue absorbida. En 1762, Hammurabi derrotó a una liga de enemigos que incluía Ekallate, que probablemente se anexionó. La ciudad aparecía entre las enumeradas en el título del gobernador de Assur.